# MNEK/Diskografie
Diese Diskografie ist eine Übersicht über die musikalischen Werke des englischen Songwriters und Produzenten MNEK. Den Quellenangaben und Schallplattenauszeichnungen zufolge hat er bisher mehr als 50,6 Millionen Tonträger verkauft, davon alleine in seiner Heimat über 17,8 Millionen. Seine erfolgreichste Veröffentlichung ist die Single Head & Heart mit über 7,1 Millionen verkauften Einheiten.

## Alben

### Studioalben
| Jahr | Titel    | Anmerkungen                             |
| ---- | -------- | --------------------------------------- |
| 2018 | Language | Erstveröffentlichung: 7. September 2018 |

### EPs
- 2015: Small Talk

## Singles

### Als Leadmusiker
| Jahr | Titel Album                       | Höchstplatzierung, Gesamtwochen, AuszeichnungChartplatzierungen (Jahr, Titel, Album, Platzierungen, Wochen, Auszeichnungen, Anmerkungen) | Höchstplatzierung, Gesamtwochen, AuszeichnungChartplatzierungen (Jahr, Titel, Album, Platzierungen, Wochen, Auszeichnungen, Anmerkungen) | Höchstplatzierung, Gesamtwochen, AuszeichnungChartplatzierungen (Jahr, Titel, Album, Platzierungen, Wochen, Auszeichnungen, Anmerkungen) | Höchstplatzierung, Gesamtwochen, AuszeichnungChartplatzierungen (Jahr, Titel, Album, Platzierungen, Wochen, Auszeichnungen, Anmerkungen) | Höchstplatzierung, Gesamtwochen, AuszeichnungChartplatzierungen (Jahr, Titel, Album, Platzierungen, Wochen, Auszeichnungen, Anmerkungen) | Anmerkungen                                                                 |
| Jahr | Titel Album                       | DE | AT | CH | UK | US | Anmerkungen                                                                 |
| ---- | --------------------------------- | --- | --- | --- | --- | --- | --------------------------------------------------------------------------- |
| 2014 | Wrote a Song About You Small Talk | — | — | — | UK66 (1 Wo.)UK | — | Erstveröffentlichung: 21. April 2014                                        |
| 2015 | The Rhythm Small Talk             | — | — | — | UK38 (2 Wo.)UK | — | Erstveröffentlichung: 19. Januar 2015 Verkäufe: + 20.000                    |
| 2015 | Never Forget You So Good          | DE20 Platin · (41 Wo.)DE | AT44 (30 Wo.)AT | CH32 Platin · (35 Wo.)CH | UK5 ×3Dreifachplatin · (47 Wo.)UK | US13 ×3Dreifachplatin · (23 Wo.)US | Erstveröffentlichung: 22. Juli 2015 Verkäufe: + 6.815.000; mit Zara Larsson |
| 2016 | At Night (I Think About You) –    | — | — | — | UK87 (1 Wo.)UK | — | Erstveröffentlichung: 13. Mai 2016                                          |
| 2018 | Colour Language                   | — | — | — | UK92 (1 Wo.)UK | — | Erstveröffentlichung: 1. Juni 2018 feat. Hailee Steinfeld                   |
| 2021 | Who You Are 22                    | — | — | — | UK39 Silber · (12 Wo.)UK | — | Erstveröffentlichung: 22. Oktober 2021 mit Craig David                      |

Weitere Singles
- 2011: If Truth Be Told
- 2014: Don’t Call This Love
- 2014: Every Little Word
- 2016: Don’t Stop Me Now
- 2017: Paradise
- 2017: Deeper (mit Rilton feat. House Gospel Choir)
- 2018: Tongue
- 2018: Crazy World
- 2018: Correct
- 2018: Stopped Believing in Santa
- 2019: Girlfriend
- 2019: Valentino (mit Years & Years)

### Als Gastmusiker
| Jahr | Titel Album                                      | Höchstplatzierung, Gesamtwochen, AuszeichnungChartplatzierungen (Jahr, Titel, Album, Platzierungen, Wochen, Auszeichnungen, Anmerkungen) | Höchstplatzierung, Gesamtwochen, AuszeichnungChartplatzierungen (Jahr, Titel, Album, Platzierungen, Wochen, Auszeichnungen, Anmerkungen) | Höchstplatzierung, Gesamtwochen, AuszeichnungChartplatzierungen (Jahr, Titel, Album, Platzierungen, Wochen, Auszeichnungen, Anmerkungen) | Höchstplatzierung, Gesamtwochen, AuszeichnungChartplatzierungen (Jahr, Titel, Album, Platzierungen, Wochen, Auszeichnungen, Anmerkungen) | Höchstplatzierung, Gesamtwochen, AuszeichnungChartplatzierungen (Jahr, Titel, Album, Platzierungen, Wochen, Auszeichnungen, Anmerkungen) | Anmerkungen                                                                                           |
| Jahr | Titel Album                                      | DE | AT | CH | UK | US | Anmerkungen                                                                                           |
| ---- | ------------------------------------------------ | --- | --- | --- | --- | --- | --- |
| 2014 | Ready for Your Love Sirens                       | DE58 (10 Wo.)DE | — | — | UK4 Platin · (24 Wo.)UK | — | Erstveröffentlichung: 26. Januar 2014 Verkäufe: + 600.000; Gorgon City feat. MNEK                     |
| 2016 | Freak like Me –                                  | — | — | — | UK80 Gold · (8 Wo.)UK | — | Erstveröffentlichung: 19. Februar 2016 Verkäufe: + 400.000; Lee Walker & DJ Deeon feat. Katy B & MNEK |
| 2016 | House Work Snacks                                | — | — | — | UK85 Gold · (2 Wo.)UK | — | Erstveröffentlichung: 1. Juli 2016 Verkäufe: + 400.000; Jax Jones feat. Mike Dunn & MNEK              |
| 2017 | Blinded by Your Grace, Pt. 2 Gang Signs & Prayer | — | — | — | UK7 ×2Doppelplatin · (28 Wo.)UK | — | Erstveröffentlichung: 27. Oktober 2017 Verkäufe: + 1.200.000; Stormzy feat. MNEK                      |
| 2020 | Head & Heart Four for the Floor                  | DE4 ×2Doppelplatin · (74 Wo.)DE | AT5 Platin · (61 Wo.)AT | CH4 ×4Vierfachplatin · (76 Wo.)CH | UK1 ×5Fünffachplatin · (71 Wo.)UK | US99 Gold · (1 Wo.)US | Erstveröffentlichung: 3. Juli 2020 Verkäufe: + 7.133.333; Joel Corry feat. MNEK                       |
| 2022 | Where Did You Go? –                              | DE27 Gold · (25 Wo.)DE | AT50 (15 Wo.)AT | CH45 (21 Wo.)CH | UK7 ×2Doppelplatin · (32 Wo.)UK | — | Erstveröffentlichung: 4. Februar 2022 Verkäufe: + 1.885.000; Jax Jones feat. MNEK                     |

Weitere Gastbeiträge
- 2012: Spoons (Rudimental feat. MNEK & Syron)
- 2012: Christmas in Downtown LA (Far East Movement feat. MNEK)
- 2013: Baby (Rudimental feat. MNEK & Sinead Harnett)
- 2013: Close (Sub Focus feat. MNEK)
- 2014: Ready for Your Love (Gorgon City feat. MNEK)
- 2016: Common Emotion (Rudimental feat. MNEK)
- 2016: Hands (als Teil von Artists for Orlando)
- 2016: SXWME (Far East Movement feat. Jay Park & MNEK)
- 2019: Bruised Not Broken (Matoma feat. MNEK & Kiana Ledé)
- 2019: Through Enough (Remix) (VanJess feat. MNEK)

## Autorenbeteiligungen
- 2011: The Saturdays – All Fired Up
- 2012: Misha B – Home Run
- 2012: Duke Dumont feat. A*M*E – Need U (100 %)
- 2013: Maxsta feat. Little Nikki – Wanna Go
- 2014: Gorgon City feat. Laura Welsh – Here for You
- 2014: Oliver Heldens feat. Becky Hill – Gecko (Overdrive)
- 2014: The Saturdays – What Are You Waiting For?
- 2014: Madonna – Living for Love
- 2015: Rudimental – We the Generation
- 2016: Beyoncé –  Hold Up
- 2016: Alex Newell – Basically Over You (B.O.Y.)
- 2016: MØ – Final Song
- 2016: Craig David – Change My Love
- 2016: Shift K3Y feat. KStewart – Natural
- 2016: Zara Larsson – Ain’t My Fault
- 2016: JoJo – Good Thing
- 2016: Becky Hill – Warm
- 2016: Sabina Ddumba – Time
- 2016: MK feat. A*M*E* – My Love 4 U
- 2016: Little Mix – Touch
- 2016: Shift K3Y – No Question
- 2016: Tom Aspaul – Messy

## Statistik

### Chartauswertung
|                       | DE    | AT    | CH    | UK     | US    |
| --------------------- | ----- | ----- | ----- | ------ | ----- |
| Nummer-eins-Singles   | DE—DE | AT—AT | CH—CH | UK1UK  | US—US |
| Top-10-Singles        | DE2DE | AT1AT | CH1CH | UK5UK  | US—US |
| Singles in den Charts | DE4DE | AT3AT | CH3CH | UK11UK | US2US |

### Auszeichnungen für Musikverkäufe
| Land/RegionAuszeichnungen für Musikverkäufe (Land/Region, Auszeichnungen, Verkäufe, Quellen) | Silber     | Gold       | Platin         | Diamant     | Verkäufe   | Quellen              |
| -------------------------------------------------------------------------------------------- | ---------- | ---------- | -------------- | ----------- | ---------- | -------------------- |
| Australien (ARIA)                                                                            | —          | —          | 30× Platin30   | —           | 2.100.000  | aria.com.au          |
| Belgien (BRMA)                                                                               | —          | 4× Gold4   | 6× Platin6     | —           | 265.000    | ultratop.be          |
| Brasilien (PMB)                                                                              | —          | 3× Gold3   | 11× Platin11   | —           | 570.000    | pro-musicabr.org.br  |
| Chile (IFPI)                                                                                 | —          | —          | Platin1        | —           | 80.000     | Einzelnachweise      |
| Dänemark (IFPI)                                                                              | —          | 5× Gold5   | 13× Platin13   | —           | 1.395.000  | ifpi.dk              |
| Deutschland (BVMI)                                                                           | —          | 6× Gold6   | 6× Platin6     | —           | 3.600.000  | musikindustrie.de    |
| Frankreich (SNEP)                                                                            | —          | 2× Gold2   | 2× Platin2     | 2× Diamant2 | 1.083.065  | snepmusique.com      |
| Irland (IRMA)                                                                                | —          | —          | 3× Platin3     | —           | 45.000     | Einzelnachweise      |
| Italien (FIMI)                                                                               | —          | 3× Gold3   | 12× Platin12   | —           | 795.000    | fimi.it              |
| Kanada (MC)                                                                                  | —          | Gold1      | 24× Platin24   | —           | 1.960.000  | musiccanada.com      |
| Mexiko (AMPROFON)                                                                            | —          | 3× Gold3   | Platin1        | —           | 150.000    | amprofon.com.mx      |
| Neuseeland (RMNZ)                                                                            | —          | 2× Gold2   | 18× Platin18   | —           | 570.000    | radioscope.co.nz     |
| Niederlande (NVPI)                                                                           | —          | Gold1      | 2× Platin2     | —           | 140.000    | nvpi.nl              |
| Norwegen (IFPI)                                                                              | —          | —          | 9× Platin9     | —           | 540.000    | ifpi.no              |
| Österreich (IFPI)                                                                            | —          | Gold1      | 2× Platin2     | —           | 75.000     | ifpi.at              |
| Polen (ZPAV)                                                                                 | —          | 3× Gold3   | 19× Platin19   | —           | 785.000    | olis.pl              |
| Portugal (AFP)                                                                               | —          | 2× Gold2   | 5× Platin5     | —           | 60.000     | Einzelnachweise      |
| Schweden (IFPI)                                                                              | —          | 3× Gold3   | 12× Platin12   | —           | 600.000    | sverigetopplistan.se |
| Schweiz (IFPI)                                                                               | —          | Gold1      | 5× Platin5     | —           | 125.000    | hitparade.ch         |
| Spanien (Promusicae)                                                                         | —          | 6× Gold6   | 6× Platin6     | —           | 510.000    | elportaldemusica.es  |
| Vereinigte Staaten (RIAA)                                                                    | —          | 2× Gold2   | 12× Platin12   | —           | 13.000.000 | riaa.com             |
| Vereinigtes Königreich (BPI)                                                                 | 6× Silber6 | 3× Gold3   | 33× Platin33   | —           | 22.200.000 | bpi.co.uk            |
| Insgesamt                                                                                    | 6× Silber6 | 51× Gold51 | 232× Platin232 | 2× Diamant2 |            |                      |